# Liste des distinctions de Julianne Moore
Cette page dresse la liste des distinctions de Julianne Moore.

## Distinctions

### Oscars
| Année | Film ou série        | Catégorie                             | Résultat |
| ----- | -------------------- | ------------------------------------- | -------- |
| 1998  | Boogie Nights        | Meilleure actrice dans un second rôle | Nommé    |
| 2000  | La fin d’une liaison | Meilleure actrice                     | Nommé    |
| 2003  | The Hours            | Meilleure actrice dans un second rôle | Nommé    |
| 2003  | Loin du Paradis      | Meilleure actrice                     | Nommé    |
| 2015  | Still Alice          | Meilleur actrice                      | Lauréat  |

### Golden Globes
| Année | Film ou série                         | Catégorie                                             | Résultat |
| ----- | ------------------------------------- | ----------------------------------------------------- | -------- |
| 1998  | Boogie Nights                         | Meilleure actrice dans un second rôle                 | Nommé    |
| 2000  | Un mari idéal                         | Meilleure actrice dans un film musical ou une comédie | Nommé    |
| 2000  | La fin d’une liaison                  | Meilleure actrice dans un film dramatique             | Nommé    |
| 2003  | Loin du Paradis                       | Meilleure actrice dans un film dramatique             | Nommé    |
| 2010  | A Single Man                          | Meilleure actrice dans un second rôle                 | Nommé    |
| 2011  | Tout va bien ! The Kids Are All Right | Meilleure actrice dans un film musical ou une comédie | Nommé    |
| 2013  | Game Change                           | Meilleure actrice dans une mini-série ou un téléfilm  | Lauréat  |
| 2015  | Maps to the Stars                     | Meilleure actrice dans un film musical ou une comédie | Nommé    |
| 2015  | Still Alice                           | Meilleure actrice dans un film dramatique             | Lauréat  |

### Festival de Cannes
| Année | Film ou série     | Catégorie                      | Résultat |
| ----- | ----------------- | ------------------------------ | -------- |
| 2014  | Maps to the Stars | Prix d'interprétation féminine | Lauréat  |

### Mostra de Venise
| Année | Film ou série   | Catégorie                                           | Résultat |
| ----- | --------------- | --------------------------------------------------- | -------- |
| 2002  | Loin du Paradis | Coupe Volpi de la meilleure interprétation féminine | Lauréat  |

### Berlinale
| Année | Film ou série | Catégorie                             | Résultat |
| ----- | ------------- | ------------------------------------- | -------- |
| 2003  | The Hours     | Ours d'argent de la meilleure actrice | Lauréat  |